# Fraser Tolmie
Pour les articles homonymes, voir Tolmie.
Fraser Tolmie est un homme politique canadien. Il représente la circonscription de Moose Jaw—Lake Centre—Lanigan à la Chambre des communes du Canada depuis 2021 sous la bannière du Parti conservateur du Canada. Il est maire de Moose Jaw entre 2016 et 2021.